# Пан, Яков Соломонович
Яков Соломонович Пан (литературный псевдоним — И. Нечаев; 18 [31] октября 1906, Бердичев, Киевская губерния — 19 ноября 1941, Калининская область) — русский советский прозаик, писатель-фантаст, журналист, популяризатор науки.

## Биография
Родился в Бердичеве в 1906 году в семье бедного служащего. Помимо Якова в семье было 18 детей, из которых выжили десять. Рано осиротел, воспитывался в детском доме, учился в коммерческом училище. В школе проявил талант к наукам, но по собственному разумению не имел возможности его реализовать в провинциальном городе. Благодаря помощи наркома образования А. В. Луначарского, в конце 1921 года получил возможность перебраться в Москву, где был принят в «Дом юношества» Наркомпроса.
В 1922 году экстерном окончил курс рабфака и остался на нём же в качестве преподавателя. Поступает на химический факультет МВТУ имени Баумана, по окончании которого становится сотрудником Химического института им. Карпова. Начинает публиковаться в периодических изданиях: «Знание — сила», «Техника», «Техника — молодёжи».
Вскоре журналистика становится его основным занятием. Вместе с М. А. Лапидусом он выпускает газету «За индустриализацию», а когда этот проект закрывают, переходит на работу в редакцию журнала «Знание — сила», где через некоторое время становится научным редактором.
К 1928 году относится одно из первых сохранившихся фантастических произведений Якова Пана — рассказ «Мортонит». Его он публикует в журнале «Мир приключений» под собственным именем, но вскоре берёт псевдоним И. Нечаев. Под этим именем выходят агитационные брошюры и научно-популярные очерки, последние ложатся в основу первой книги Пана — «Рассказы об элементах». в 1936 году она выигрывает конкурс научно-технической литературы, организованный ЦК ВЛКСМ, и в 1940 году выходит в издательстве «Детиздат».
Великую Отечественную войну Яков Пан встречает женатым человеком с двухлетним сыном на руках. Он не подлежит призыву по состоянию здоровья, но рвётся на фронт и записывается в ополчение. Осень 1941 года в звании лейтенанта Пан командует ротой в боях у озера Селигер в Калининской области. Отсюда приходят последние письма, дальнейшие следы его теряются. По неподтверждённым сведениям, он погиб 19 ноября 1941 года.
Уже после гибели писателя свет увидели многие его произведения, ранее не изданные. В журналах печатается несколько научно-популярных очерков, появляется фантастический рассказ «Белый карлик», многократно переиздаются «Рассказы об элементах», в том числе за рубежом, в 1957 году публикуются главы из неоконченной фантастической повести «Кухня будущего». Рассказ «Белый карлик» вошёл в сборник 1962 года «Капитан звездолёта».

## Семья
- Жена — Ривка (Раиса) Калмановна Пан (урождённая Коган).
  - Сын — Виктор Яковлевич Пан, американский математик и учёный в области информатики, почётный профессор Леман Колледж[англ.][7].

## Сочинения
- Пан Я. Мортонит // Мир приключений. — 1928. — № 3.
- Нечаев И. Очищайте отработавшие смазочные масла. — М.—Л. : ОГИЗ, 1931. — 24 с. — (Серия агитационно-технической литературы «Книжка – ударнику»).
- Нечаев И. Спасай металл от ржавчины! Борьба с коррозией металлов. — М.—Л. : ОГИЗ, 1931. — 40 с. — (Серия агитационно-технической литературы «Книжка – ударнику»).
- Пан Я. Титаномагнетиты. Новая победа советской науки. — М.—Л. : ОГИЗ, 1931. — 32 с. — (Серия агитационно-технической литературы «Книжка – ударнику»).
- Пан Я. Первый рейс через океан : [О Христофоре Колумбе и его путешествии] // Техника — молодёжи. — 1934. — № 11. — С. 39—44.
- Пан Я. У порога новой энергетической эры : [О новых источниках энергии] // Техника — молодёжи. — 1935. — № 4. — С. 43—47.
- Нечаев И. Газификация угля : [Новые методы в производстве] // Техника — молодёжи. — 1935. — № 11. — С. 57—60.
- Пан Я. Как лягушка совершила переворот в науке : [Открытие гальванического тока] // Техника — молодёжи. — 1936. — № 6. — С. 29—32.
- Пан Я. Огненный воздух : [Открытие кислорода] // Техника — молодёжи. — 1936. — № 7. — С. 35—39.
- Пан Я. Искатель новых элементов : [Открытие натрия и калия] // Техника — молодёжи. — 1936. — № 8. — С. 32—35.
- Пан Я. Разгадка цветных шифров : [История спектрального анализа] // Техника — молодёжи. — 1936. — № 9. — С. 42—46.
- Нечаев И. Три открытия // Знание — сила. — 1938. — № 6.
- Нечаев И. Рассказы об элементах : Для ст. возраста / И. Нечаев. — Москва, Ленинград : Детиздат, 1940. — 144 с.
- Нечаев И. Одна тысячная грамма : [Об открытии аргона] // Знание — сила. — 1940. — № 5. — С. 21—25.
- Нечаев И. Высокоскоростная газификация : [История отопления газом] // Техника — молодёжи. — 1940. — № 7—8. — С. 67—69.
- Нечаев И. Запах молнии : [Статья] // Пионер. — 1941. — № 2. — С. 45—51.
- Нечаев И. Химическое оружие. — М.—Л. : Детгиз, 1942. — 112 с. — (Военная библиотека школьника).
- Нечаев И. Белый карлик // Техника — молодёжи. — 1943. — № 6.
- Нечаев И., Яковлев А. А. Закон Менделеева / И. Нечаев и проф. А. А. Яковлев // Рассказы о науке и её творцах: Хрестоматия для всех / Под общ. ред. акад. А. Е. Ферсмана. Составители Л. В. Жигарев, акад. А. Е. Ферсман, проф. А. А. Яковлев. — М.—Л. : Детгиз, 1946. — 328 с.
- Нечаев И. Октановое число / И. Нечаев // Рассказы о науке и её творцах: Хрестоматия для всех / Под общ. ред. акад. А. Е. Ферсмана. Составители Л. В. Жигарев, акад. А. Е. Ферсман, проф. А. А. Яковлев. — М.—Л. : Детгиз, 1946. — 328 с.
- Нечаев И. Открытие радиоактивности / И. Нечаев // Рассказы о науке и её творцах: Хрестоматия для всех / Под общ. ред. акад. А. Е. Ферсмана. Составители Л. В. Жигарев, акад. А. Е. Ферсман, проф. А. А. Яковлев. — М.—Л. : Детгиз, 1946. — 328 с.
- Пан Я. Кухня будущего : [Отрывок из неоконченной повести] // Знание — сила. — 1957. — № 11.
- Рассказы об элементах. Тбилиси: Тбилисский государственный университет, 2013.
- I. Nechaev. The Chemical Elements: The Exciting Story of Their Discovery and of the Great Scientists Who Found Them. Translated by Gerald W. Jenkins. New York: Coward-McCann, 1942—223 pp.; London: Lindsay Drummond, 1944 and 1946; Norfolk: Tarquin, 1997 and 2003. — 144 pp.
- Elementos quimicos la fascinante historia de su descubrimiento y la de los famosos hombres. Sudamericana, 1944. — 215 pp.
- Storia degli elementi chimici. Universale Economica, 1950. 165 pp.
- Le roman des éléments. Paris: Belin, 2005. — 192 pp.
- 化学的秘密. 2013. — 238 pp.